# Chez tonton Pastis Ô Maître
Pour les articles homonymes, voir Chez tonton.

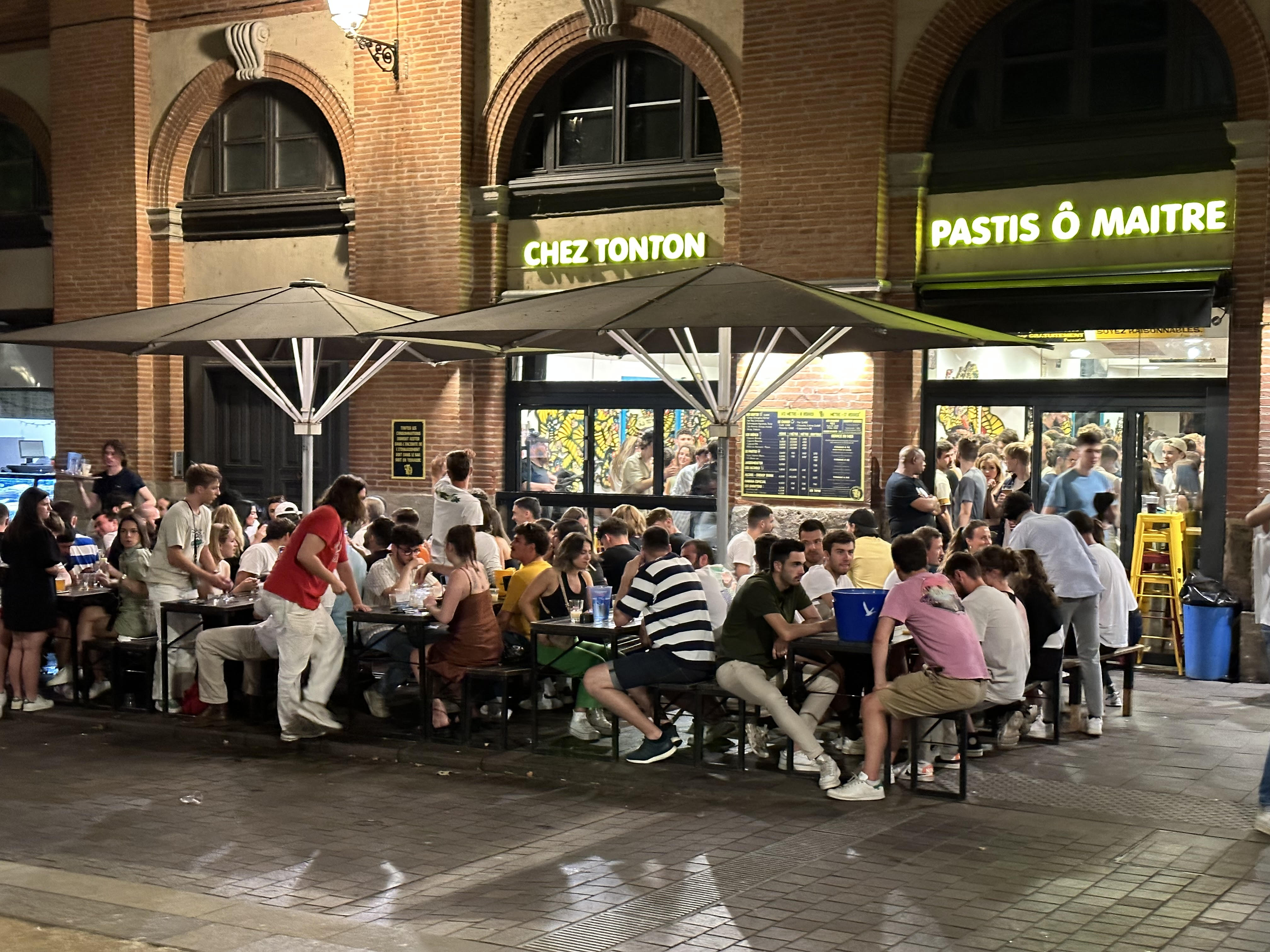
Le bar Chez tonton en 2023

Chez tonton Pastis Ô Maître est un bar situé place Saint-Pierre, à Toulouse (France). Sa spécialité principale est le pastis, où il est généralement servi sous forme de « mètre », soit 17 verres. Présent depuis plus de 40 ans, il est une icône de la ville, de ses soirées étudiantes et autres « troisièmes mi-temps ».

## Historique
En 1958, l'établissement qui, jusqu'alors, était une épicerie-bar-cave, est repris par Léon Toulet (décédé le 6 avril 2017 à l'âge de 94 ans,) et son épouse. Il devient un café à part entière, rebaptisé Le suspendu, chez Léon dit Tonton. Ce nom lui est donné en rapport au pont suspendu Saint-Pierre, situé à quelques mètres du bar. Le bar prospère alors comme petit café de quartier. 
Au cours des années 1970, le lieu devient le rendez-vous (généralement le jeudi soir), des soirées intelligentes de quelques étudiants et de joueurs de rugby. Un soir, un étudiant pressé de payer sa tournée demande à Tonton de lui servir un mètre de Pastis. Pour la première fois le mètre linéaire devient une unité de capacité : 1 mètre = 17 verres. Les mètres de bière (12 verres de 25 cl) sont plus rares. Le local est très exigu, le zinc, tout le long à droite, et trois ou quatre tables, pas plus, ne laissent que peu de place. Aussi, les jours d'affluence, les consommateurs sont souvent debout sur le trottoir ou même déambulent sur la place d'en face[réf. nécessaire]. 
En 1979, l'établissement est racheté et agrandi, par un jeune couple de cafetiers toulousains, Françoise et Pierre Abadie. En hommage à l'ancien propriétaire, ils rebaptisent le bar Chez tonton, Pastis Ô Maître, jouant ainsi sur l'expression « pastis au mètre ». Ils perpétuent la formule du mètre de pastis et de bière.
Françoise et Pierre Abadie rachètent en 2002 le CYBERIUM, café voisin et le rebaptisent La couleur de la culotte. Ils font de cet établissement un bar au standing plus élevé que Chez tonton, avec une carte aux tarifs plus onéreux et une sélection à l'entrée. Ils reprennent ensuite le bail d'un petit cybercafé situé à l'opposé de la place Saint Pierre, et décide d'y ouvrir leur troisième établissement, qui devait à l'origine être baptisé Les couilles du pape, mais qui finalement, en raison du caractère provocateur du nom et face à l'hostilité de certains riverains et des autorités locales, gardera le nom du précédent établissement Le saint des seins. Ce bar est un café rock, avec une scène pouvant accueillir des groupes de musiciens, et une « boîte à l'intérieur du bar »,.

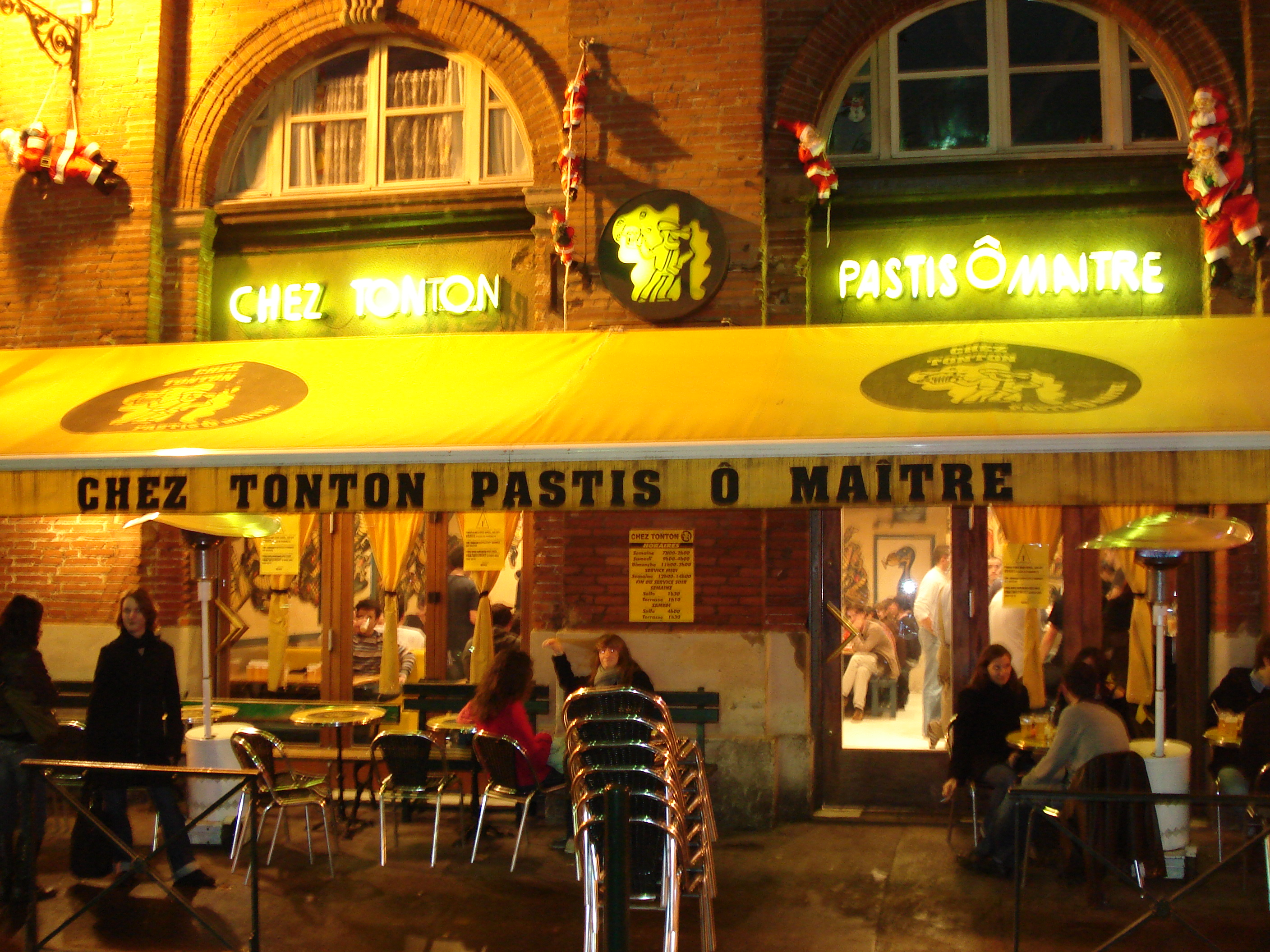
Le bar Chez tonton en 2007

Le bar abritait jusqu'en février 2007 un chien de race Mâtin de Naples portant un foulard basque, nommé Marius. Véritable mascotte de l'établissement, le personnel l'appelait avec affection « Doudou ». À sa mort, il a été remplacé par un chien de même race, nommé Raoul.
Pour la saison 2018-2019, le club de rugby du Stade Toulousain officialise un partenariat avec le bar sur la tribune étudiante du stade. Ainsi, lors de cinq rencontres durant la saison, on[Qui ?] peut retrouver tout l'univers du bar dans les tribunes,. Ce partenariat se poursuit les années suivantes et verra même un jacuzzi installé au bord du terrain à la suite d'un tirage au sort organisé au bar.
Le 14 décembre 2022, après la diffusion de la demi-finale de coupe du monde de football France-Maroc, une violente altercation entre les videurs du bar et des clients éclate. Des vidéos publiées sur les réseaux sociaux font polémique et les réactions des employés est très critiquée. Quelques jours plus tard, la direction s'excuse et évoque « une évidente surréaction pour protéger du matériel, après plusieurs avertissements répétés auprès d’un groupe de clients » et annonce qu'elle règlera ses soucis en interne. L'image du bar sera tout de même entachée par cet incident.

## Le bar aujourd'hui

### Clientèle
De tradition rurale et populaire, la clientèle du bar s'est en réalité beaucoup diversifiée au fil des décennies. Même si les personnages figurant sur les tableaux de décoration représentent le côté rural de la clientèle d'origine (bérets, polos rayés, etc.), l'établissement a vite été adopté notamment par les étudiants de la faculté de droit située à proximité. 
Chez tonton a longtemps été le fief d'une clientèle de sportifs adeptes du rugby, même si cet esprit « rugbymen » tend peu à peu à s'essouffler au cours des années 2010, le partenariat avec le Stade Toulousain a permis de relancer cette tendance. La tradition du rugby et aussi de la feria reste présente, notamment au moment de l'happy hour, où l'on boit son pastis aux rythmes du paso doble.

### Décoration
Le Pastis Ô Maître est réputé pour sa décoration intérieure, et plus particulièrement pour ses tableaux surréalistes créés en 1987 par Philippe Andrieu, artiste peintre diplômé de l’École supérieure des beaux-arts de Toulouse. La série de tableaux représente des personnages aux formes étranges, dans des situations absurdes, et qui indiquent la direction des toilettes. Les tableaux traduisent une évolution décadente. Débutant sur un premier tableau assez simple et paisible, la série conclut sur une scène de débauche alcoolisée[réf. souhaitée]. Cette décoration fut complétée en 2002, toujours par Androuz et dans le même style. Dans cette dernière série, chaque tableau représente une scène mêlant ironie, surréalisme et absurde ; au nombre de dix, tous portent un titre comportant souvent un jeu de mots[source secondaire souhaitée] : 
- Fait divers n°I ;
- Fait divers n°II ;
- Jeanne Crossfeld-Jacob ;
- Jeanne d'Arc ;
- Rayé buvant à l'œil ;
- Boisson rouge ;
- Canar ;
- La bierra ;
- La couleur de la culotte ;
- Les picadores.